# Matière de Rome
D'après Jean Bodel (1165-1210), la matière de Rome est, avec la matière de Bretagne (le roi Arthur) et la matière de France (Charlemagne et ses preux), l'une des trois grandes thématiques de la littérature du Moyen Âge occidentale des XIe et XIIe siècles. Selon Bodel, le genre est avant tout « sage et de sens apprenant », c’est-à-dire porteur d'un enseignement moral et symbolique.
Elle repose sur les mythologies grecque et romaine, et sur des épisodes de l'histoire antique véritable. Les principales figures sont Alexandre le Grand, les héros de l'Iliade et Jules César, devenues tout aussi légendaires pour l'imaginaire médiéval que les mythes, auxquels ils se mêlent, à l'exemple de Cligès, roman de Chrétien de Troyes qui se déroule tant en Grèce que dans la Bretagne arthurienne.
Les œuvres de la période, dites romans d'antiquité, sont des réécritures des romans originaux, dans lesquels sont intégrés, comme chez Geoffrey Chaucer :
- des éléments anachroniques, selon l'idéal du temps : par exemple, les guerriers grecs ou romains sont décrits comme des groupes de chevaliers et agissent selon les règles de l'amour courtois,
- des éléments narratifs issus d'autres traditions, par exemple des épisodes des Métamorphoses d'Ovide,
- des passages burlesques de parodie...

## Textes
Les principaux textes de cette matière sont :
- Le Roman d'Alexandre (1110-1120, par Albéric de Pisançon peut-être)
- Début du cycle des Sept Sages de Rome (1155)
- Le Roman de Thèbes (v. 1155), réécriture du mythe antique d'Étéocle et de Polynice, d'après La Thébaïde de Stace
- Le Roman d'Énéas (v. 1156), réécriture de l'histoire d'Énée d'après l'Énéide de Virgile
- Le Roman de Troie (1160-1170, version en vers de Benoît de Sainte-Maure)
- Le Roman d'Alexandre (1170-1180 par Alexandre de Paris, le premier texte en dodécasyllabes, d'où son appellation postérieure de vers alexandrin)
- Le Roman d'Éracle (1177, Gautier d'Arras)
- Le Roman de Troie (v. 1225, en prose)